# Aegean Sea (Schiff)

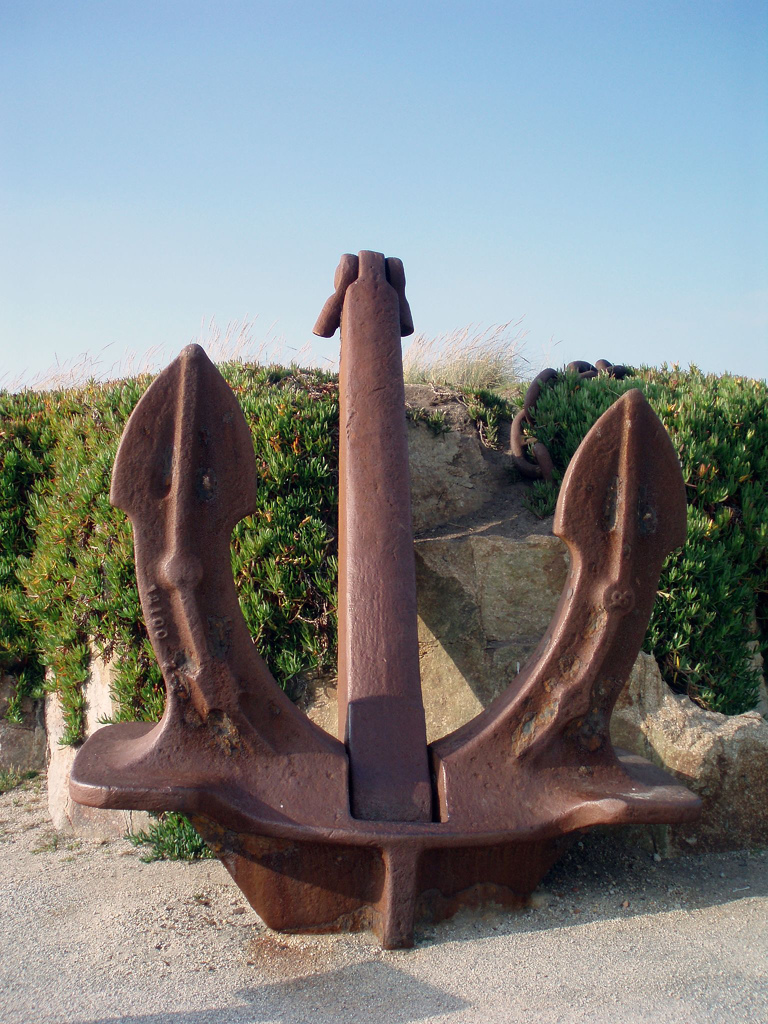
Ein geborgener Anker des Öltankers Aegean Sea

Die Aegean Sea war ein Öltanker unter griechischer Flagge, der am 3. Dezember 1992 vor der spanischen Stadt A Coruña auf Grund lief, zerbrach und kenterte.
In schwerem Sturm ankerte der Tanker in der Wartezone des Hafens von A Coruña nahe der Stadt Betanzos. Aufgrund des Wetters war es dem Hafenlotsen unmöglich, an Bord zu kommen, trotzdem wurde das Schiff aufgefordert, den Hafen anzulaufen, um die Ladung zu löschen.
Während des Ansteuerns des Hafens lief das Schiff auf ein Unterwasserriff, zerbrach in zwei Teile und fing Feuer, der vordere Teil versank. Bis auf etwa 2.200 t im hinteren verbliebenen Teil lief die Ladung von 79.000 t leichtem Rohöl ins Meer. Dadurch gab es an der Küste eine Ölpest auf einer Länge von rund 300 km.
In einem weiteren Sturm wurde das Heck auf die Klippen unterhalb des Leuchtturms Torre de Hércules getragen. 1999 wurden die Überreste zerlegt und entsorgt.